# Макс фон Клюге
Макс Клюге, з 1913 року — фон Клюге (нім. Max von Kluge; 4 грудня 1856, Шнібінхен — 29 листопада 1934, Кольберг) — німецький воєначальник, генерал-лейтенант Прусської армії.

## Біографія
Клюге займав посаду командира 1-го Померанського польового артилерійського полку №2, з 20 квітня 1909 року — командира 22-ї польової артилерійської бригади у Касселі. З нагоди 25-ї річниці правління імператора Вільгельма II Клюге було зведено в спадкове прусське дворянство.
1 січня 1914 року Клюге був призначений командиром 18-ї дивізії у Фленсбурзі. На початку Першої світової війни його дивізія входила до складу 9-го армійського корпусу на Західному фронті. Він брав участь у битві при Монсі у серпні 1914 року і, після просування до Марни, у битві при Урку на початку вересня. Після Першої битви на Ені його дивізія перейшла до позиційної війни, і 21 червня 1915 року він передав командування генерал-лейтенанту Паулю Блоху фон Блоттніцу. Клюге подав прохання про відставку і 6 вересня 1915 року був відправлений на пенсію.

## Сім'я
8 жовтня 1881 року одружився в Глогау з Елізою Кюн-Шуманн. В пари народились 2 сини, мабутні генерали Гюнтер і Вольфганг.